# Демонстрація сили
Демонстрація сили — загрозливі дії збройних сил держави чи групи держав, що здійснюються з метою тиску на іншу державу (держави) і змусити її (їх) піти на політичні, економічні чи інші поступки.
Демонстрація сили — це показ рішучого наміру збройних сил схилити оперативну ситуацію на власну користь без здійснення безпосередніх атак на супротивника. Може включати в себе демонстрацію вогневої міці, військово-повітряних сил тощо.
У Статуті ООН передбачена, що Рада Безпеки ООН має повноваження застосовувати демонстрацію сили для запобігання дій щодо загрози миру, порушень миру та актів агресії (Стаття 42).